# Esp (Eindhoven)
Esp is een buurt in het stadsdeel Woensel-Noord in de Nederlandse stad Eindhoven. Op 1 januari 2023 telde de buurt 15 inwoners, verdeeld over 5 woningen, op een oppervlakte van 0,93 km². 
De buurt ligt in de wijk Dommelbeemd, die uit de volgende buurten bestaat:
- Eckart
- Luytelaer
- Vaartbroek
- Heesterakker
- Esp
- Bokt